# Hohe Straße 12 (Quedlinburg)

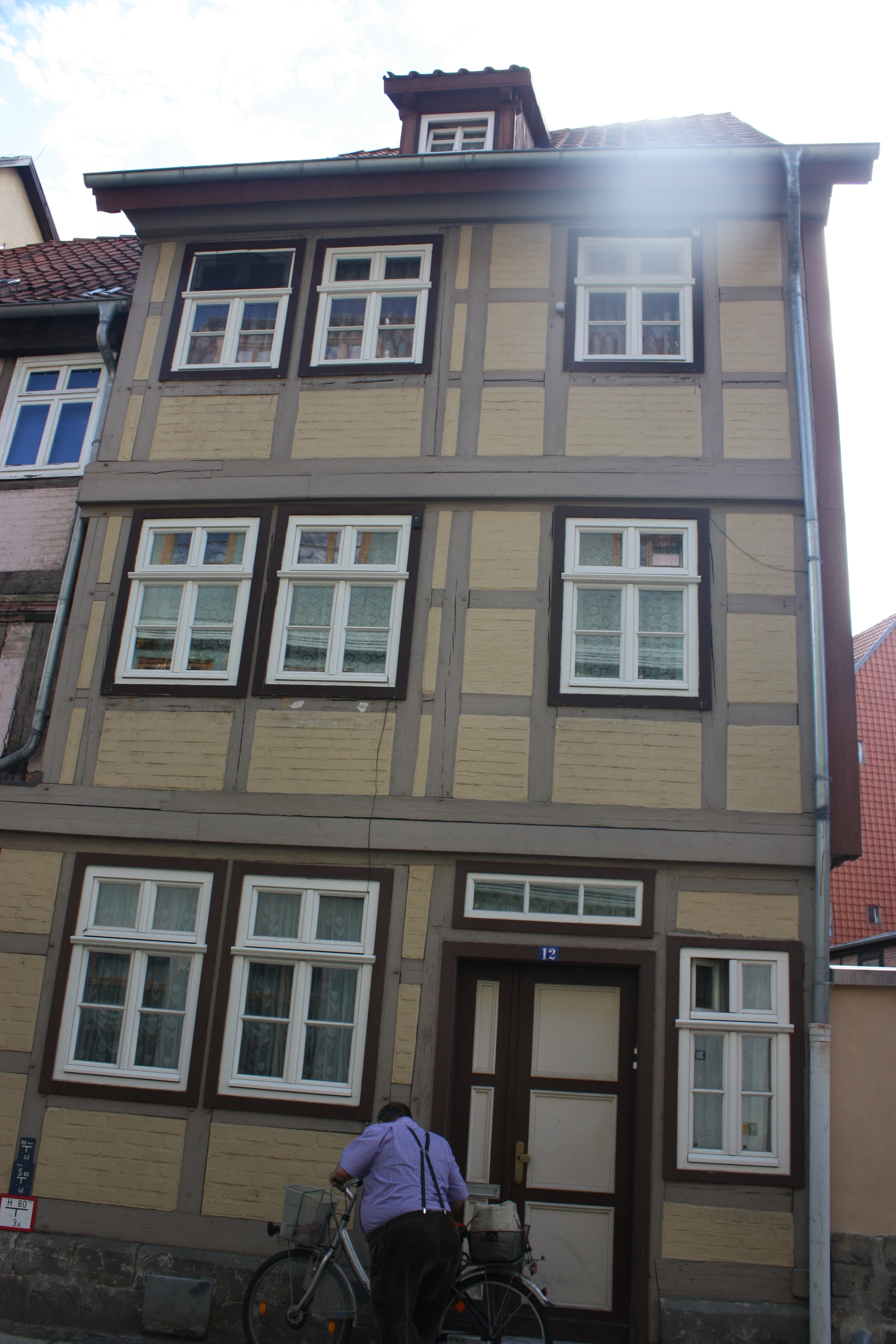
Haus Hohe Straße 12

Das Haus Hohe Straße 12 ist ein denkmalgeschütztes Gebäude in der Stadt Quedlinburg in Sachsen-Anhalt.

## Lage
Es befindet sich im Stadtgebiet westlich des Quedlinburger Marktplatzes und gehört zum UNESCO-Weltkulturerbe. Nördlich grenzt das gleichfalls denkmalgeschützte Haus Hohe Straße 11 an.

## Architektur und Geschichte
Das dreigeschossige Fachwerkhaus ist im Denkmalverzeichnis Quedlinburgs als Wohnhaus eingetragen. Der einfach gestaltete Bau entstand in der zweiten Hälfte des 18. Jahrhunderts. Die Fachwerkfassade des Gebäudes ist rhythmisch gegliedert. Hofseitig befindet sich ein extrem schmaler, nur zwei Gebinde breiter Anbau, der  ursprünglich möglicherweise nur als Toilettenerker diente.